# Cyril Diederich
Pour les articles homonymes, voir Diederich.
Cyril Diederich, né le 2 octobre 1945 à Aix-en-Provence, est un chef d'orchestre français.

## Carrière
Après avoir étudié le piano, le cor et les timbales, Cyril Diederich fait ses classes d'écriture dans les conservatoires de Toulouse et de Rennes, et étudie la direction d'orchestre auprès de Louis Fourestier et de Jean-Sébastien Béreau.
Primé au CNSM de Paris, il obtient deux prix internationaux de direction, en Italie et en Pologne. En 1975, il commence sa carrière professionnelle de chef d'orchestre comme assistant de Serge Baudo à l'Opéra national de Lyon, puis en 1978 comme chef adjoint auprès de Jean-Claude Casadesus à l'Orchestre national de Lille. Parallèlement, grâce au producteur et directeur artistique Michel Glotz, il séjourne à Berlin pour assister au travail de Herbert von Karajan, et plus tard il devint le disciple de Georges Prêtre.
En 1984, il est nommé directeur musical et artistique de l'orchestre et de l'Opéra de Montpellier. Il reçoit en 1986 le prix de la Révélation musicale de l'année, décerné par la critique musicale française, et crée en 1988 Noces de sang, opéra de Charles Chaynes puis celui de Pascal Dusapin, Roméo et Juliette, en juillet 1989 au Festival Radio France à Montpellier. En 1998, il prend la direction musicale et artistique de l'orchestre Rhin-Mulhouse et devient premier chef invité à l'opéra national du Rhin à Strasbourg.
Il devient chef permanent et conseiller musical à l'Opéra de Marseille en 2007. Il prend en 2012 la direction musicale du Paris Symphonic Orchestra et crée les Grands Concerts d'oratorios à Paris. En 2017, il participe à la création du Festival à vocation lyrique « Les Concerts au Coucher de Soleil » à Oppède (Luberon).

## Source
- Alain Pâris, Dictionnaire des interprètes et de l'interprétation musicale, Paris, Laffont, coll. « Bouquins », 2004, 4e éd., 1278 p. (ISBN 2221080645, OCLC 901287624), p. 232